# Aeroportul Internațional Clark
Aeroportul Internațional Clark (IATA: CRK, ICAO: RPLC) este un aeroport din Central Luzon⁠(d), Filipine ce deservește zona Central Luzon⁠(d). Aeroportul a fost tranzitat în 2020 de 941.532 de pasageri. A fost deschis în 16 iunie 1996 și numit după Diosdado Macapagal⁠(d).
Situat la o altitudine de 148 m, aeroportul dispune de 1 pistă.

## Infrastructură

### Piste
Aeroportul dispune de o singură pistă. Pista 02/20 are suprafața de asfalt și dimensiunile 3.200 m × 60 m. 